# Jesús (Valencia)
Jesús es el nombre que recibe el distrito número 9 de la ciudad de Valencia (España). Limita al norte con Extramurs, al este con Quatre Carreres, al sur con Poblados del Sur y al oeste con Patraix. Está compuesto por cinco barrios: La Raiosa, El Huerto de Senabre, La Cruz Cubierta, San Marcelino y Camino Real. Su población censada en 2022 era de 51.941 habitantes según el Ayuntamiento de Valencia.

## Imágenes

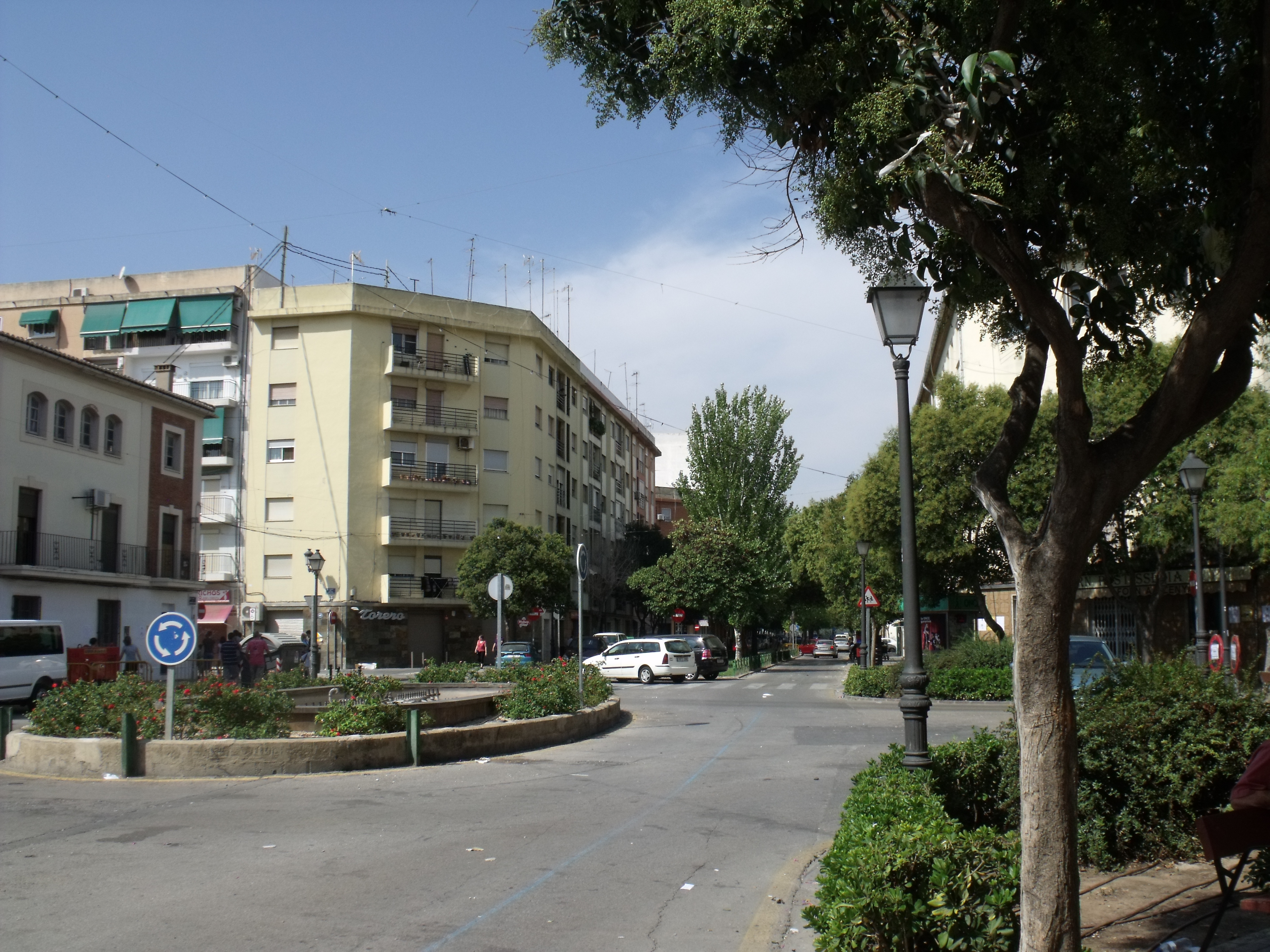
Calle de Marcelino Olaechea, en San Marcelino.
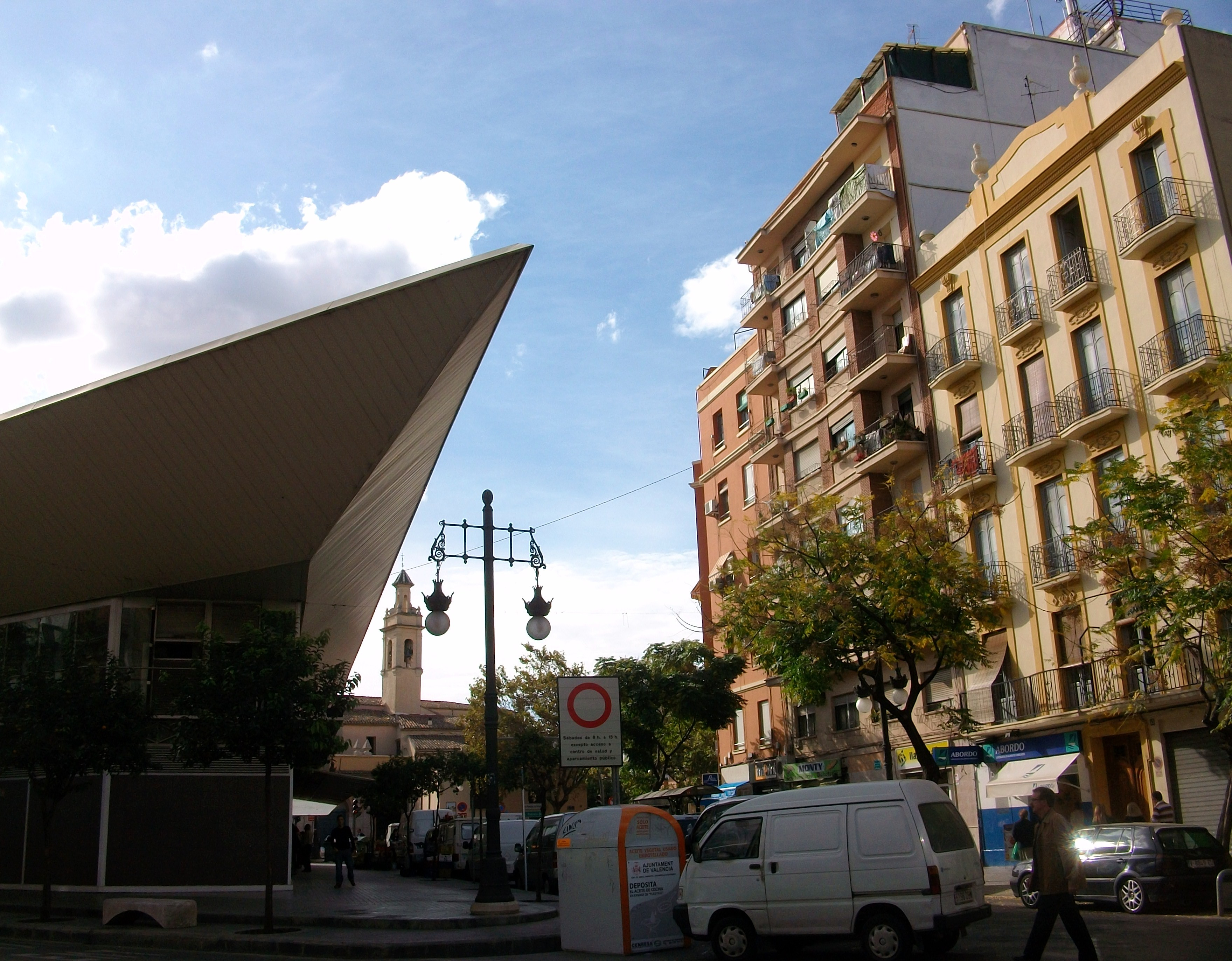
Plaza de Jesús, con su mercado, la iglesia de Santa María de Jesús y el convento de Jesús. Este último da nombre al distrito pero se encuentra, por escasos metros, en el de Patraix.
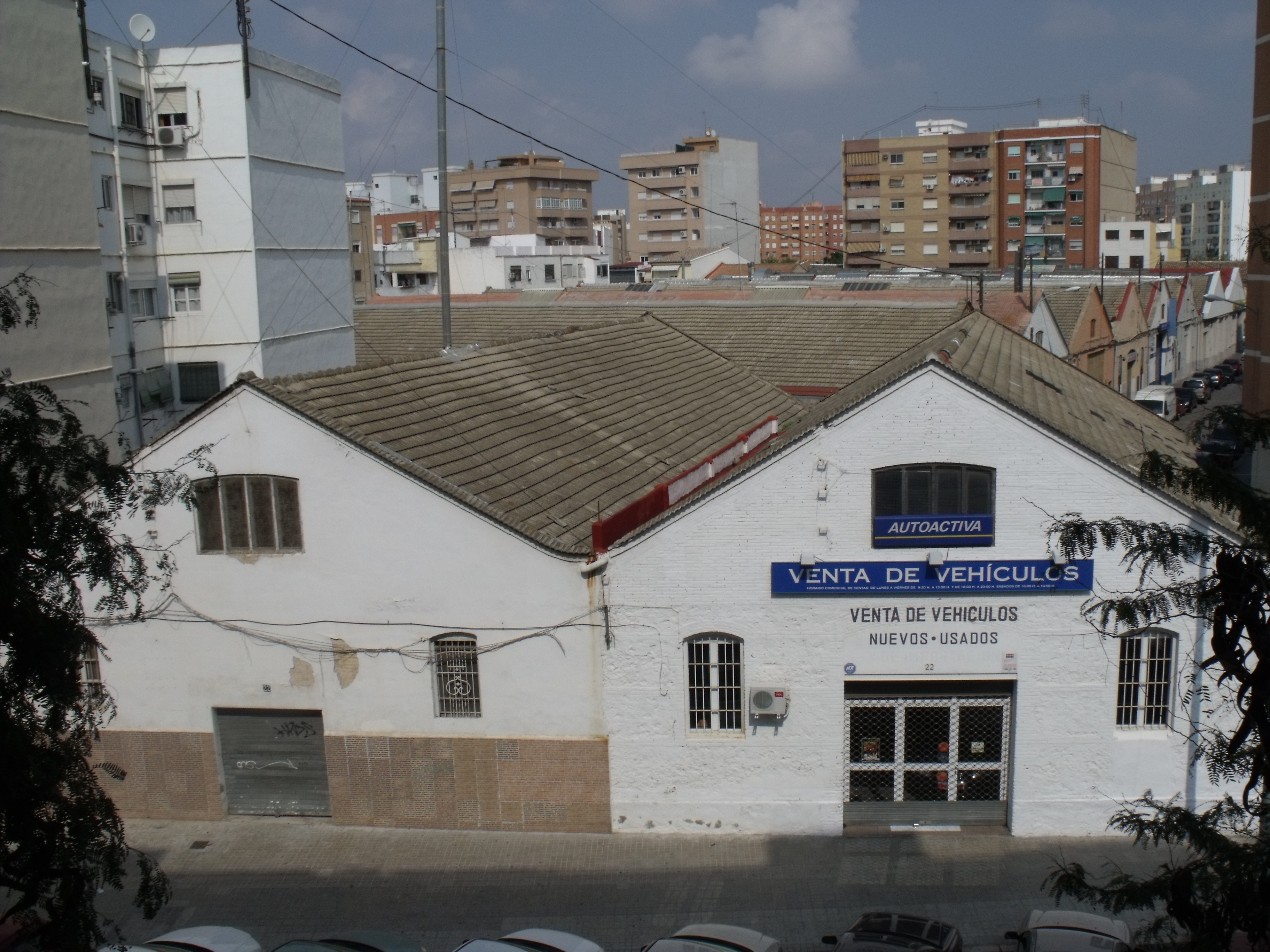
Naves industriales en las calles Joaquín Navarro y Río Miño.
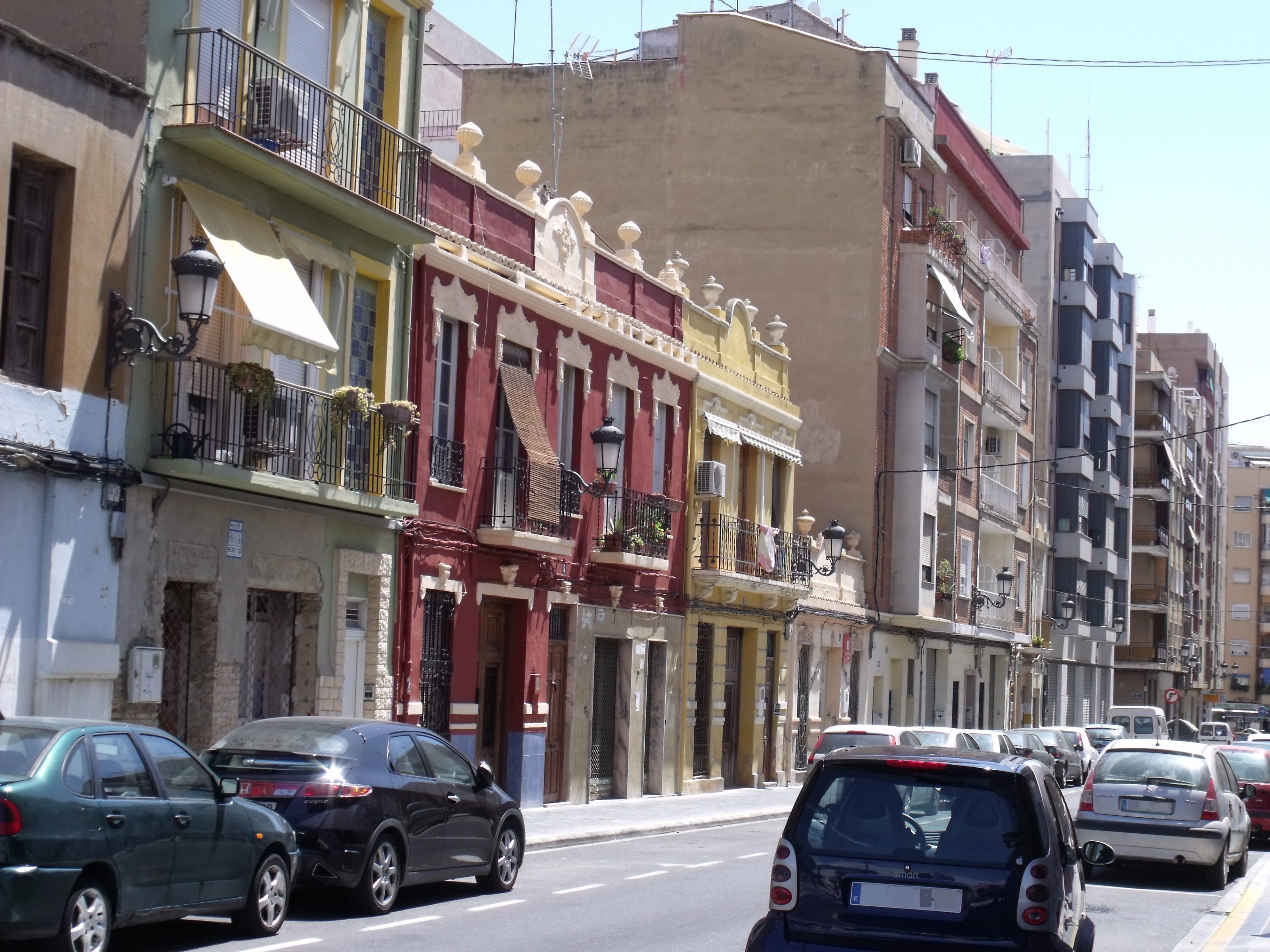
Calle de Bonifacio Ferrer, perpendicular a la avenida de Gaspar Aguilar.